# Віктор Мачін Перес
Віктор Мачін Перес (ісп. Víctor Machín Pérez, нар. 2 листопада 1989, Лас-Пальмас-де-Гран-Канарія), відомий за прізвиськом Вітоло (ісп. Vítolo) — іспанський футболіст, лівий фланговий півзахисник клубу «Атлетіко» (Мадрид).
Триразовий переможець Ліги Європи.

## Клубна кар'єра
Народився 2 листопада 1989 року в місті Лас-Пальмас-де-Гран-Канарія. Вихованець футбольної школи місцевого клубу «Лас-Пальмас». З 2009 року грав за команду дублерів «Лас Пальмас Атлетіко», а в сезоні 2010/11 дебютував в іграх головної команди «Лас-Пальмаса» в Сегунді. Протягом наступних двох сезонів молодий півзахисник став стабільним гравцем основного складу команди з Канарських островів.
28 червня 2013 року уклав чотирічний контракт з одним з лідерів Прімери, «Севільєю». В андалуському клубі відразу ж став регулярно залучатися до оснвного складу команди в матчах національного чемпіонату, а також розіграші Ліги Європи 2013–14, який «Севілья» урешті-решт виграла. У наступному розіграші цього європейського змагання став автором найшвидшого голу в історії Ліги Європи, забивши 15 березня 2015 року у ворота іншого іспанського клубу, «Вільярреала», вже на 13-й секунді зустрічі, яка завершилася гостьовою перемогою «Севільї» 3:1.
12 липня стало відомо, що Вітоло підписав контракт з мадридським «Атлетіко». Однак через заборону для клуба реєструвати нових гравців до кінця року, він одразу був відданий в оренду «Лас-Пальмасу» для того, щоб 2018 року повернутись до Мадрида.

## Виступи за збірну
31 березня 2015 року дебютував в офіційних матчах у складі національної збірної Іспанії, вийшовши на заміну на другий тайм товариської зустрічі зі збірною Нідерландів.
| Дата       | Місто     | Господарі  | Результат | Гості   | Турнір           | Голи | Примітки |
| ---------- | --------- | ---------- | --------- | ------- | ---------------- | ---- | -------- |
| 31-03-2015 | Амстердам | Нідерланди | 2 – 0     | Іспанія | товариський матч | -    | 46'      |
| Усього     |           | Матчів     | 1         |         | Голів            | 0    |          |

## Титули і досягнення
- Переможець Ліги Європи (4):

«Севілья»: 2013-14, 2014-15, 2015-16
«Атлетіко»: 2017-18
- Володар Суперкубка УЄФА (1):

«Атлетіко»: 2018
- Чемпіон Іспанії (1):

«Атлетіко»: 2020-21